# Cmentarz żydowski w Lubrańcu
Cmentarz żydowski w Lubrańcu – został założony w XVIII wieku i zajmuje powierzchnię 1,26 ha, na której, wskutek dewastacji z okresu II wojny światowej, zachował się tylko jeden uszkodzony nagrobek.

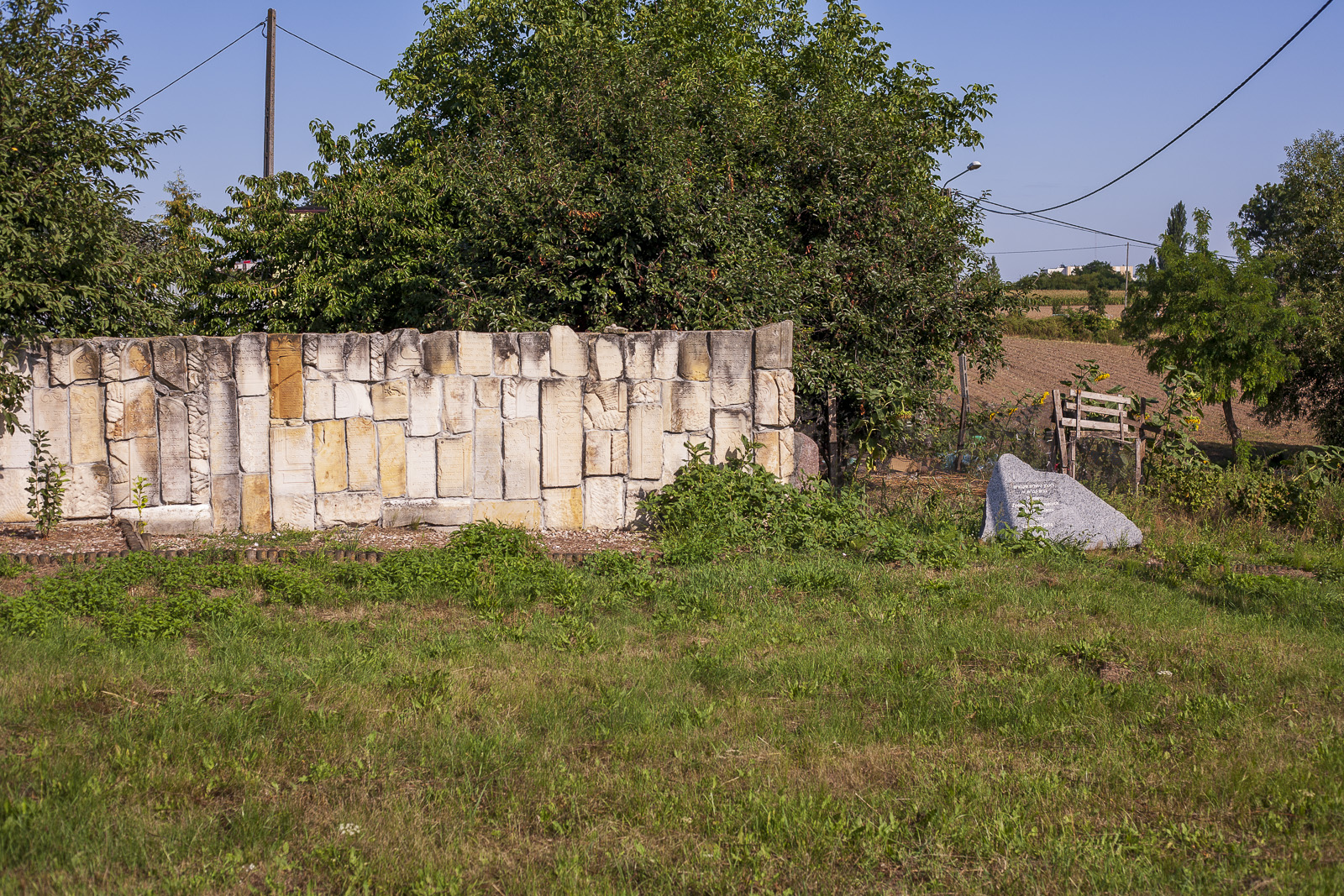
Cmentarz żydowski w Lubrańcu lapidarium
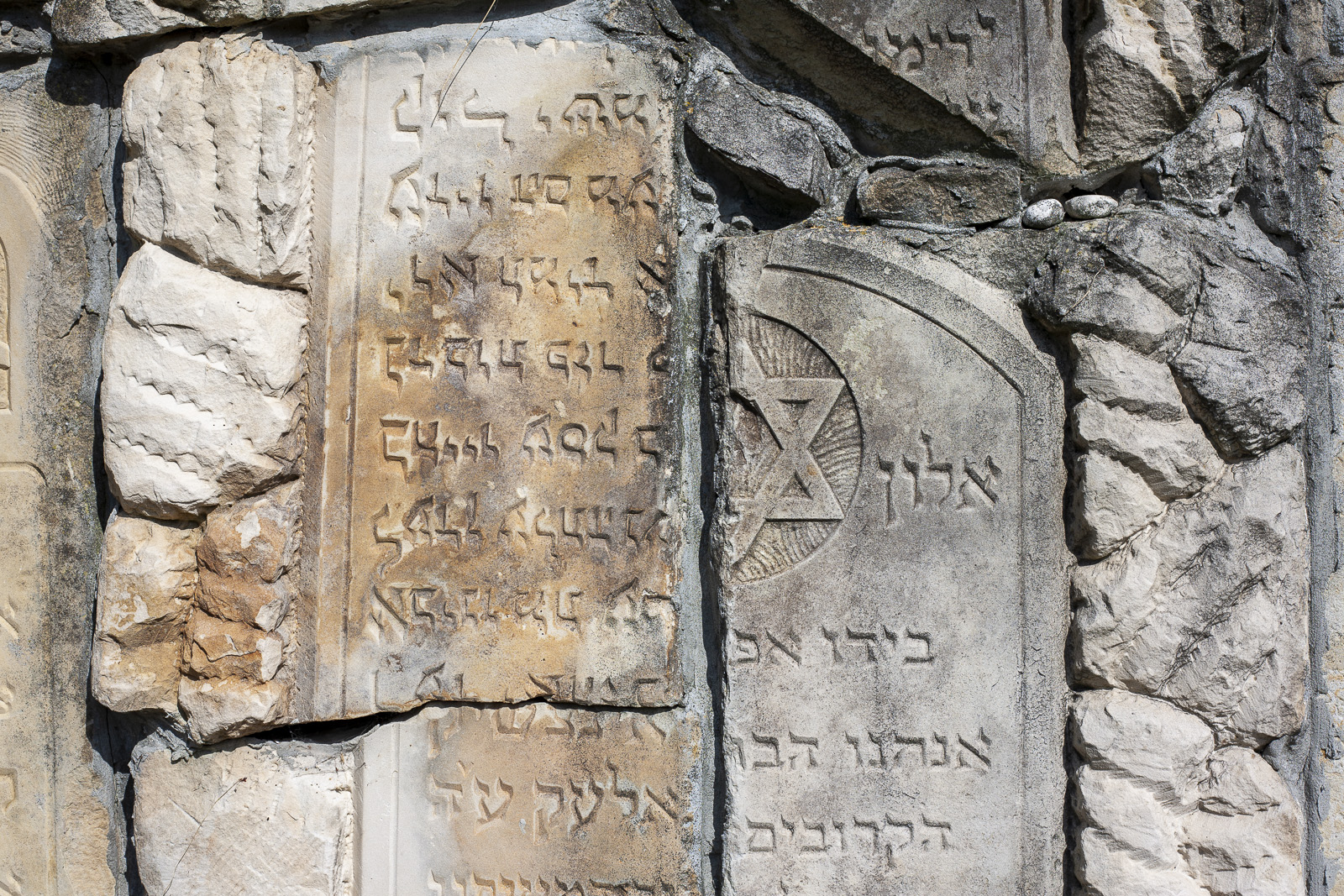
Cmentarz żydowski w Lubrańcu lapidarium
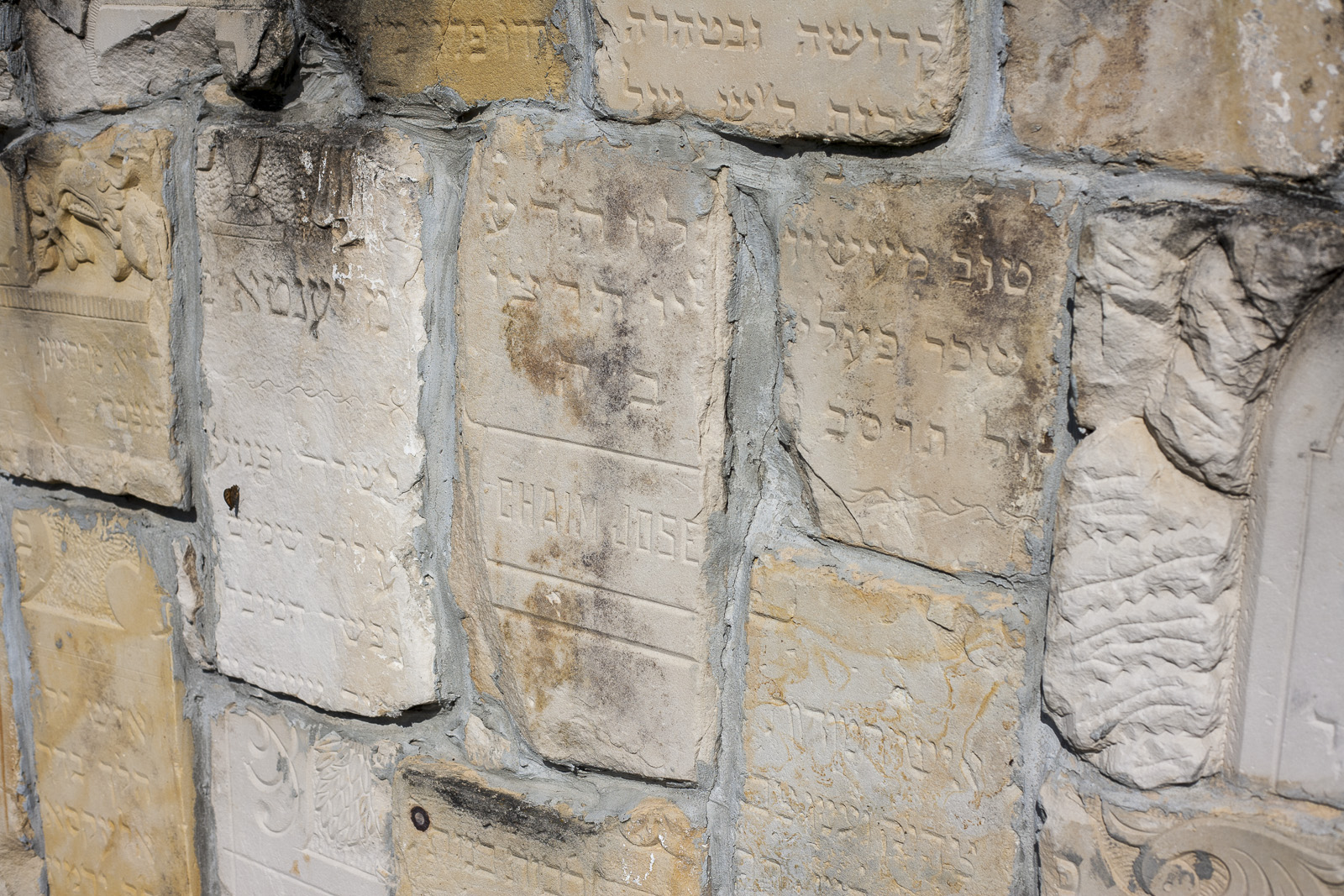
Cmentarz żydowski w Lubrańcu lapidarium
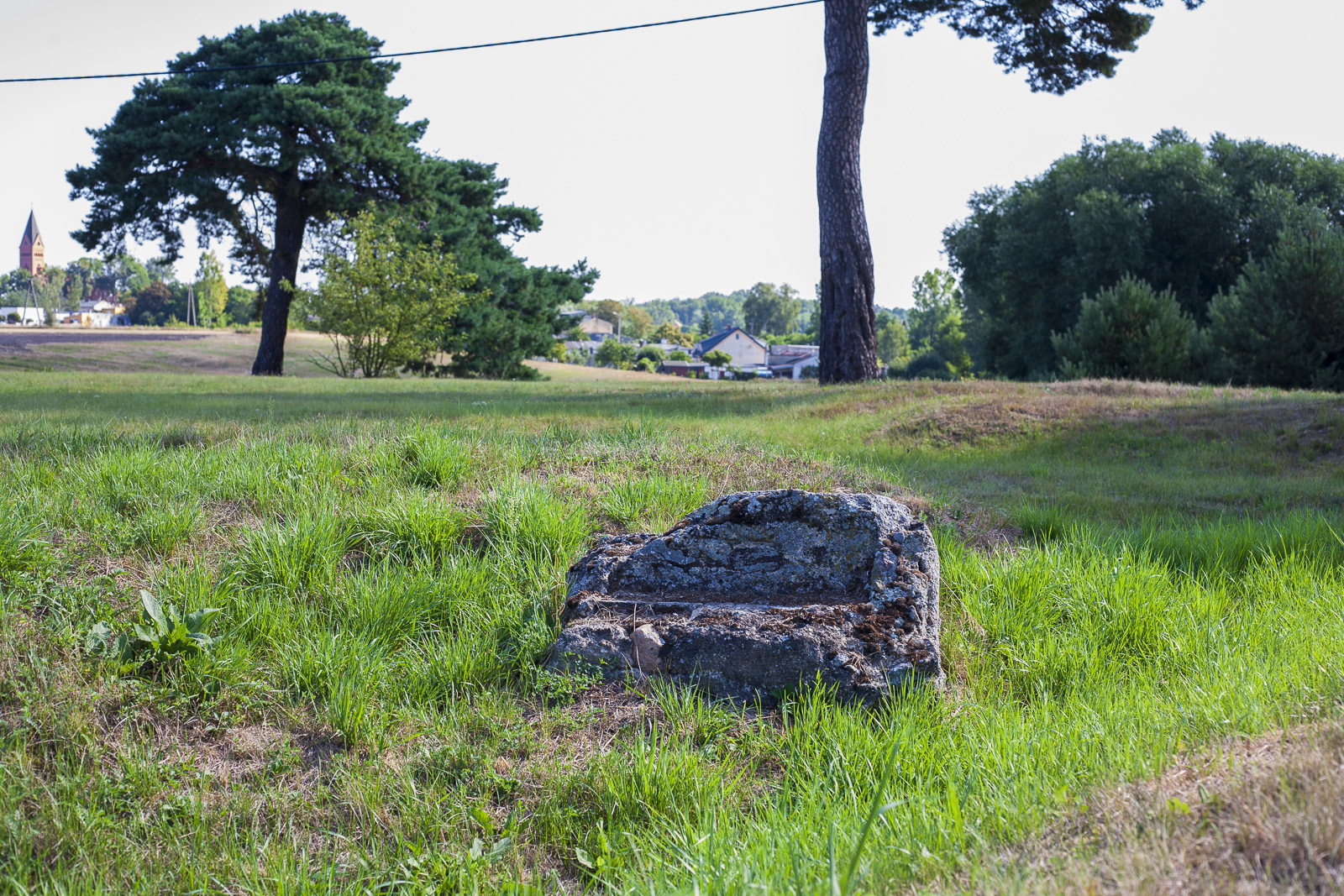
Jedyny ocalały nagrobek